# Pseudonapomyza hispanica
Pseudonapomyza hispanica är en tvåvingeart som beskrevs av Spencer 1973. Pseudonapomyza hispanica ingår i släktet Pseudonapomyza och familjen minerarflugor. Inga underarter finns listade i Catalogue of Life.